# Бейли, Фрэнсис
Фрэнсис Бэйли (англ. Francis Baily; 28 апреля 1774 — 30 августа 1844) — английский астроном.

## Биография
Прославился наблюдением и описанием «чёток Бейли», оптического эффекта во время полного солнечного затмения, получившего его имя.
В 1827 году был награждён Золотой медалью Королевского астрономического общества за работу над астрономическим каталогом, в который вошли 2881 звезда. В 1843 году вновь был награждён Золотой медалью. В 1935 году в честь Френсиса Бейли назван кратер на Луне.
Один из основателей Королевского астрономического общества, четырежды избирался его президентом.